# Ampelocissus bombycina
Ampelocissus bombycina är en vinväxtart som först beskrevs av Bak., och fick sitt nu gällande namn av Jules Émile Planchon. Ampelocissus bombycina ingår i släktet Ampelocissus och familjen vinväxter. Inga underarter finns listade i Catalogue of Life.